# Липецка митрополија
Липецка митрополија (рус. Липецкая митрополия) митрополија је Руске православне цркве.
Образована је одлуком Светог синода од 29. маја 2013, а налази се у оквиру граница Липецке области. У њеном саставу се налазе двије епархије: Липецка и Јелецка.